# لي تود
لي تود (بالإنجليزية: Lee Todd)‏ (7 مارس 1972 في المملكة المتحدة - ) هو لاعب كرة قدم بريطاني في مركز الدفاع. لعب مع برادفورد سيتي وستوكبورت كونتي ونادي روتشديل ونادي ساوثهامبتون ونادي هارتلبول يونايتد ونادي والسول وMossley A.F.C. ‏ ونادي ستاليبريدج سيلتيك.

## وصلات خارجية
- لي تود على موقع قاعدة بيانات كرة القدم.إي يو (الإنجليزية)
- لي تود على موقع Soccerbase.com (لاعب) (الإنجليزية)
- لي تود على موقع عالم كرة القدم.نت (الإنجليزية)